# Cor Caroli
Cor Caroli (α Canum Venaticorum / Alpha Canum Venaticorum), in italiano Cuore di Carlo, è la stella più brillante della costellazione boreale dei Cani da Caccia. Distante 110 anni luce dalla Terra e di magnitudine apparente 2,89, si tratta di una stella doppia facilmente risolvibile anche con un telescopio di piccole dimensioni.
La stella è stata così denominata dal medico di corte Charles Scarborough in onore di Carlo I, che era stato decapitato durante la guerra civile inglese, ma è associata anche a Carlo II, restaurato sul trono inglese, dopo l'interregno seguito alla morte del padre.

## Osservazione
Si tratta di una stella situata nell'emisfero celeste boreale. La sua posizione è fortemente boreale e ciò comporta che la stella sia osservabile prevalentemente dall'emisfero nord, dove si presenta circumpolare anche da gran parte delle regioni temperate; dall'emisfero sud la sua visibilità è invece limitata alle regioni temperate inferiori e alla fascia tropicale. Data la sua magnitudine pari a 2,89 la si può osservare anche dai piccoli centri urbani senza difficoltà, anche con cieli moderatamente affetti da inquinamento luminoso.
Il periodo migliore per la sua osservazione nel cielo serale ricade nei mesi compresi gennaio e settembre; nell'emisfero nord è visibile anche verso l'inizio dell'autunno, grazie alla declinazione boreale della stella, mentre nell'emisfero sud può essere osservata limitatamente durante i mesi autunnali australi.

## Caratteristiche
Cor Caroli è una stella binaria le cui due componenti hanno una separazione tra loro di 19,6 secondi d'arco, che alla distanza alla quale si trova la stella corrispondono a 650 UA. Il sistema dista dalla Terra circa 110 anni luce ed è composto da α² Canum Venaticorum, la più brillante, e da α¹ Canum Venaticorum.

### α² Canum Venaticorum
La stella principale, α² Canum Venaticorum, è un esempio della classe di stelle variabili definite come categoria α2 CVn, proprio da questa stella. La sua classificazione spettrale è A0.
La brillantezza della stella principale varia tra una magnitudine di +2,84 ad una magnitudine di +2,98, con un periodo di variazione di 5,47 giorni.
Si tratta di una stella peculiare con un forte campo magnetico, circa 5.000 volte quello terrestre, che rientra anche tra le stelle Ap e Bp. Si ritiene che questo intenso campo magnetico sia anche responsabile delle enormi macchie solari che danno luogo alla variazione della luminosità della stella durante la sua rotazione.
La sua atmosfera ha una elevata abbondanza di elementi quali silicio, mercurio e europio. Si ritiene che questo sia dovuto al fatto che alcuni elementi sprofondino nella stella per effetto della gravità, mentre altri vengano sollevati dalla pressione di radiazione.

### α¹ Canum Venaticorum
α¹ Canum Venaticorum è una stella di sequenza principale di classe F0V. È considerevolmente meno brillante della sua compagna e ha una magnitudine apparente di 5,60.
Distando dalla principale all'incirca di 650 U.A., ha un periodo orbitale lungo almeno 7900 anni.